# 3634-es mellékút (Magyarország)
A 3634-es számú mellékút egy közel 8 kilométeres hosszúságú, négy számjegyű mellékút Szabolcs-Szatmár-Bereg vármegye nyugati részén; Tiszaeszlár központjából húzódik délkelet felé; bár külterületek közt ér véget, de a községnek a megyeszékhely, Nyíregyháza térségével való összekötésében van jelentős szerepe.

## Nyomvonala
A 3633-as útból ágazik ki, annak a 10+450-es kilométerszelvénye közelében, nagyjából délkeleti irányban, Tiszaeszlár központjának déli részén. Bács utca néven húzódik Újtelep községrész lakott területének keleti szélén, de hamar eltávolodik attól, alig fél kilométer után már külterületek között jár. 3,8 kilométer megtétele után keresztezi a Ohat-Pusztakócs–Nyíregyháza-vasútvonal vágányait, de közvetlenül előtte még kiágazik belőle északkeleti irányban a Tiszaeszlár megállóhelyet kiszolgáló 36 316-os számú mellékút. 5,8 kilométer megtételét követően egy elágazáshoz ér – ott a 38 123-as számú mellékút ágazik ki belőle északnak, Bashalom településrészre –, s egyúttal délnek fordul. A hatodik kilométerét elhagyva, mintegy egy kilométeren át Tiszaeszlár és Nagycserkesz határvonalát kíséri, utolsó szakaszát pedig Tiszalök legkeletibb külterületei között teljesíti. Ott is ér véget – Tiszalök központjától több mint 10, Kisfástanya településrészétől 3 kilométerre keletre –, beletorkollva a 3612-es útba, annak a 39+100-as kilométerszelvénye közelében.
Teljes hossza, az országos közutak térképes nyilvántartását szolgáló kira.kozut.hu adatbázisa szerint 7,864 kilométer.

## Települések az út mentén
- Tiszaeszlár
- (Nagycserkesz)
- (Tiszalök)